# ナット
ナット（英: nut）は、機械などの組立に使用される締結部品の一つ。中央にめねじ（雌ネジ）と呼ばれる開口部が切ってあり、ボルトなどのおねじ（雄ネジ）部品と組合わせて使用される。一般には形状が六角柱をした六角ナットを指す。
形状はJISにより規格化されており、雌ねじの谷の径を呼び径としている。日本では、M5、 M6などのメートルねじが一般的であるが、管路系、光学系、時計機械等ではユニファイ等のインチネジも未だよく使われている。

## 種類

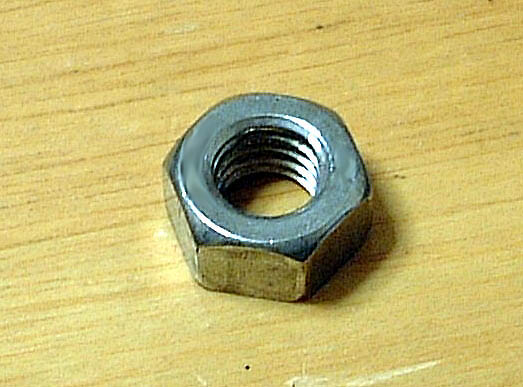
六角ナット

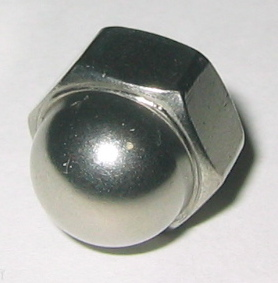
六角袋ナット

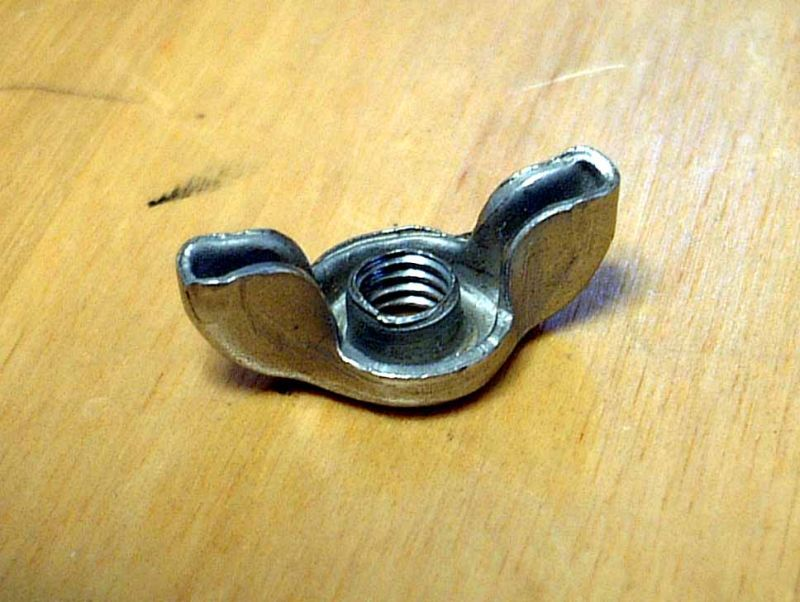
蝶ナット

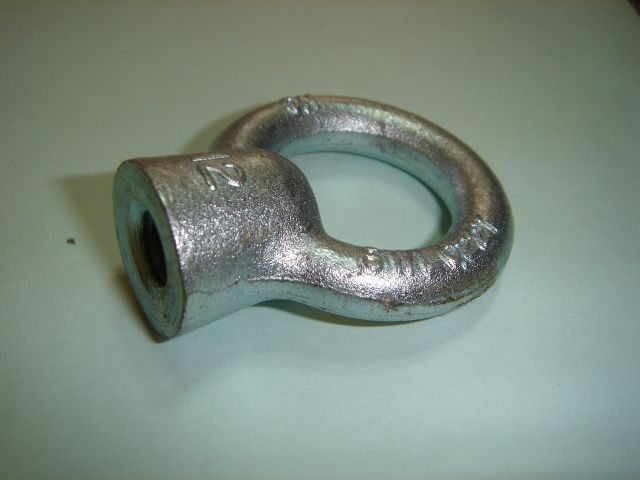
アイナット

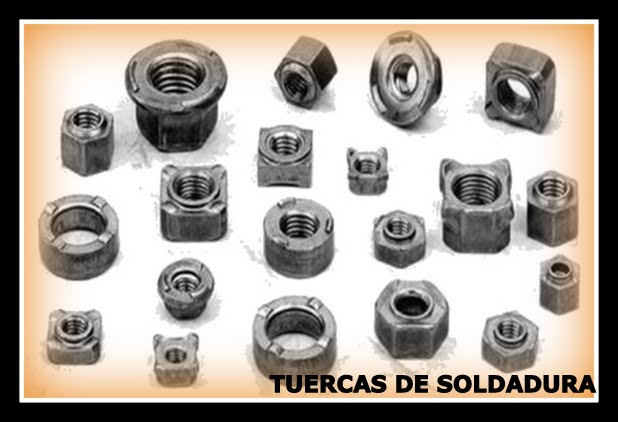
様々な溶接ナット

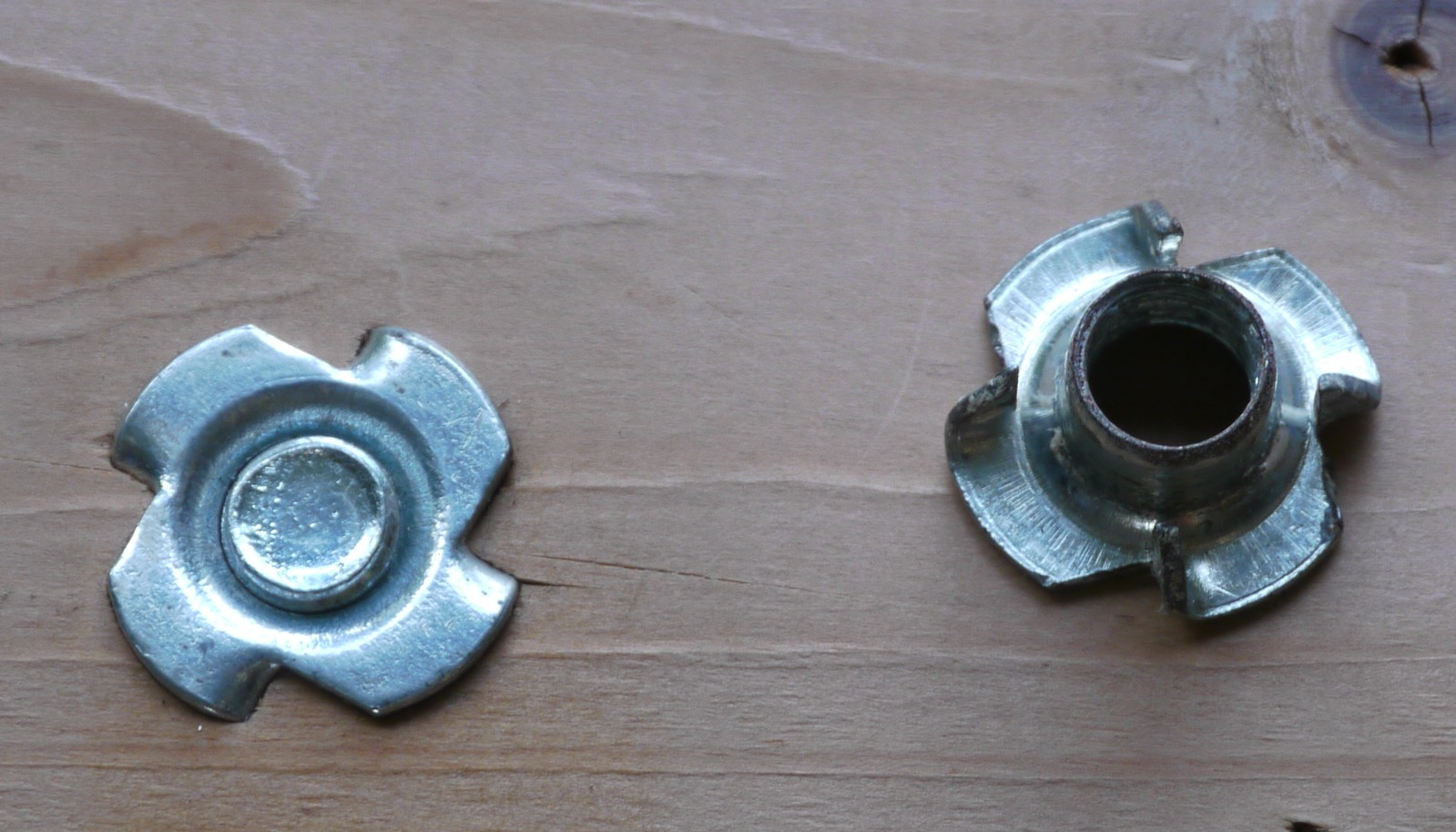
鬼目ナット

六角ナット（英: Hexagon Nuts JIS B 1181）
- 1種ナット（8割ナット） - 厚さがねじサイズの約8割のもので主に片面取り
- 3種ナット（6割ナット） - 厚さがねじサイズの約6割のもので主に両面取り
- 厚ナット（10割ナット） - 厚さがねじサイズの約10割のもので主に両面取り

緩み止めナット（ハードロックナット、Uナットなど）
つば付き六角ナット（フランジナット、フランジ付き六角ナット）
つばの付いているナット
座付きナット
六角袋ナット（英: Domed Cap Nuts, JIS B 1183）
ねじ穴が貫通していない形状のもので、機械外面に取付けられる。メーカーによっては「キャップ付きナット」とも呼称される。
四角ナット（Square Nuts, JIS B 1163）
断面形状が四角形状のナット。
蝶ナット（英: Wing Nuts, JIS B 1185）
蝶の羽のような形状をしており、手で締付けや取外しができる場所に使うナット。
アイナット（英: Eyenuts, JIS B 1169）
頭部がリング形状になっているナットで、輸送等のフックを取り付ける為に使用される。
溶接ナット（英: Weld nut）
薄い板材などでねじが切り込めない場合に母材に直接溶接するナット、形状は六角のものから長円型のものまでさまざま
インサートナット
ヘリサート・エンザート
プラスチックなど直接ねじを切っても強度がたもてないような金属・木材以外のものに埋め込む形で使用するナット
鬼目ナット・鬼ナット（英: Tee nuts）
木材など直接ねじが切れないときに埋め込むナット
カレイナット
薄い鋼板等に、穴を開けた部分にプレス機などでカレイナットを圧入してナットの首下部分のナールと呼ばれる溝でかしめる。ナットの反対側は平坦なままとなる。
ナットサート
薄い母材に挿入し、専用のツールを使用してブラインドリベットと同様にかしめる。母材の片側だけで作業を行えるので、通常のナットでは手が届かない場所にも使える。

## 緩み止めナット

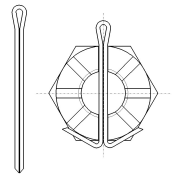
針金(ロックワイヤ)

ナットが振動などで緩まないようにバネ座金、歯付座金を併用したり、2個のナットを使用（二重ナット、ダブル・ナット）したり、針金（ロックワイヤ）を通して固定される。

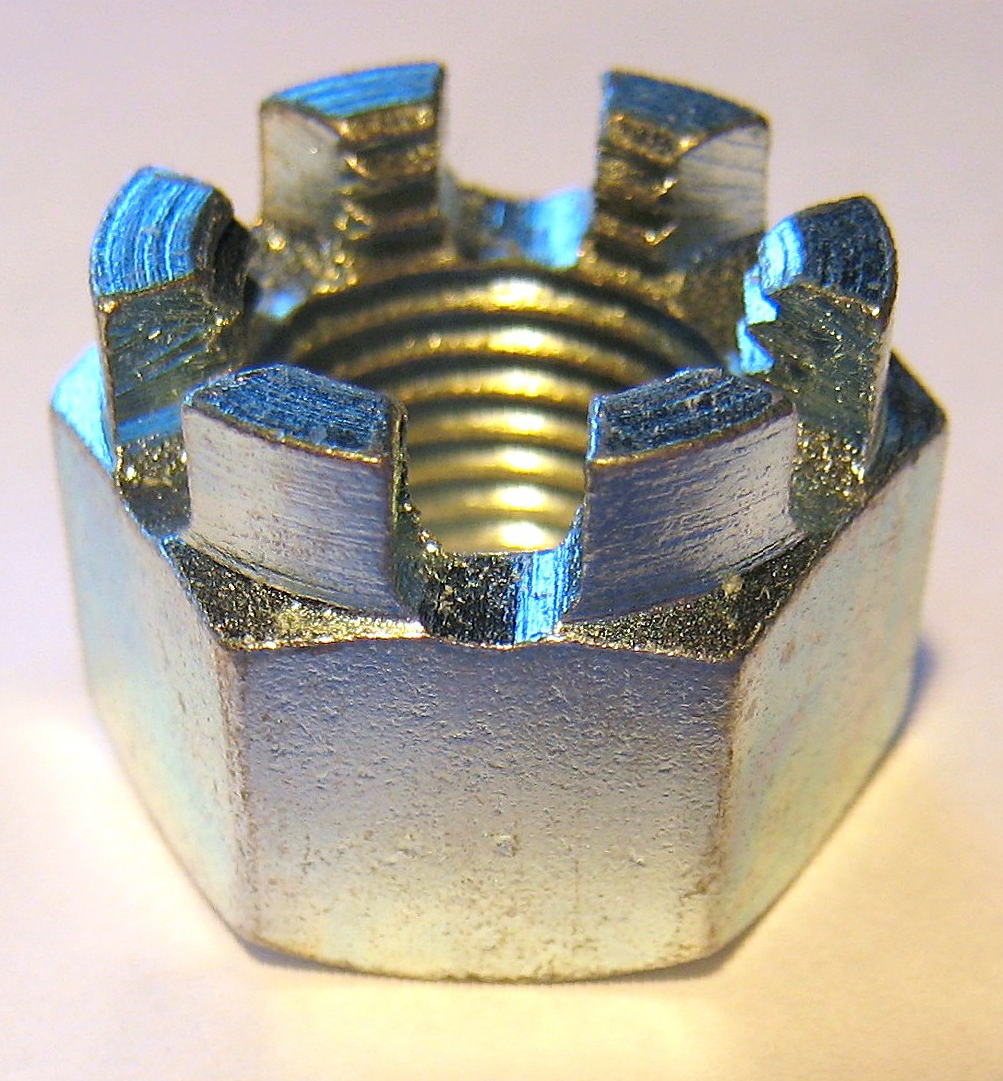
溝付き六角ナット
ゆるみ止めナットの1種で、溝が西洋式の城壁にある塔のようにみえることからキャッスル・ナットとも呼ばれる。
ナイロンナット
ナットの内部にナイロンのリングがあり、緩み止めの効果がある。
ハードロックナット
くさび止めの効果を利用したゆるみ止めナット。
Uナット
フリクションリングを組み込んだゆるみ止めナット。